# Багновик темноголовий
Багновик темноголовий (Amaurornis magnirostris) — вид журавлеподібних птахів родини пастушкових (Rallidae).

## Поширення
Ендемік індонезійського острова Каракелонг (острови Талауд). Популяція оцінюється в 2350-9560 птахів. Це лісовий вид, але також зустрічається в заростях і густих насадженнях, до 3 км від краю лісу, а також на болотистій місцевості.

## Опис
Птах до 30,5 см завдовжки та вкритий дуже темним оперенням. Велика голова та верхня частина тіла темно-коричневі, а нижня частина та боки темно-блакитно-сірі. Дзьоб великий і міцний світло-зелений, а ноги жовті.